# Équipe cycliste de l’Armée de terre/Saison 2015
Dieser Artikel listet Erfolge und Fahrer des Radsportteams Équipe cycliste de l’Armée de terre in der Saison 2015 auf.

## Erfolge in der UCI Europe Tour
| Datum     | Rennen                         | Kat. | Fahrer     |
| --------- | ------------------------------ | ---- | ---------- |
| 17. April | 3. Etappe Tour du Loir-et-Cher | 2.2  | Yann Guyot |

## Mannschaft
| Name              | Geburtstag         | Nationalität | Team 2014                           |
| ----------------- | ------------------ | ------------ | ----------------------------------- |
| Bryan Alaphilippe | 17. August 1995    | Frankreich   | Neoprofi                            |
| Bruno Armirail    | 11. April 1994     | Frankreich   | Neoprofi                            |
| Yoann Barbas      | 24. Oktober 1988   | Frankreich   | Neoprofi                            |
| Alexis Bodiot     | 3. Mai 1988        | Frankreich   | Neoprofi                            |
| Fabien Canal      | 4. April 1989      | Frankreich   | Neoprofi                            |
| David Cherbonnet  | 12. Juni 1993      | Frankreich   | Neoprofi                            |
| Romain Combaud    | 1. April 1991      | Frankreich   | Neoprofi                            |
| Julien Duval      | 27. Mai 1990       | Frankreich   | Roubaix Lille Métropole             |
| Julien Gonnet     | 2. September 1981  | Frankreich   | Neoprofi                            |
| Yann Guyot        | 26. Februar 1986   | Frankreich   | Neoprofi                            |
| Romain Le Roux    | 3. Juli 1992       | Frankreich   | Neoprofi                            |
| Kévin Lebreton    | 30. Oktober 1993   | Frankreich   | Neoprofi                            |
| Jordan Levasseur  | 29. Mai 1995       | Frankreich   | Neoprofi                            |
| Jérôme Mainard    | 25. August 1986    | Frankreich   | Neoprofi                            |
| Quentin Pacher    | 6. Januar 1992     | Frankreich   | Neoprofi                            |
| Jimmy Raibaud     | 13. November 1991  | Frankreich   | Neoprofi                            |
| Benoît Sinner     | 7. August 1984     | Frankreich   | Équipe cycliste de l’Armée de terre |
| Benjamin Thomas   | 12. September 1995 | Frankreich   | Neoprofi                            |
| Étienne Tortelier | 14. April 1990     | Frankreich   | VC Pays de Loudéac                  |